# Gea de Albarracín (kommunhuvudort)
Gea de Albarracín är en kommunhuvudort i Spanien.   Den ligger i provinsen Provincia de Teruel och regionen Aragonien, i den centrala delen av landet, 200 km öster om huvudstaden Madrid. Gea de Albarracín ligger 1 038 meter över havet och antalet invånare är 428.
Terrängen runt Gea de Albarracín är kuperad åt sydväst, men åt nordost är den platt. Gea de Albarracín ligger nere i en dal. Runt Gea de Albarracín är det ganska tätbefolkat, med 67 invånare per kvadratkilometer. Närmaste större samhälle är Cella, 6,9 km nordost om Gea de Albarracín. Omgivningarna runt Gea de Albarracín är i huvudsak ett öppet busklandskap.